# Rue Lippmann
La rue Lippmann est une voie du 20e arrondissement de Paris, en France.

## Situation et accès
La rue Lippmann est une voie publique située dans le 20e arrondissement de Paris. Elle débute au 108, rue de Lagny et se termine au 7, rue Louis-Delaporte.

## Origine du nom

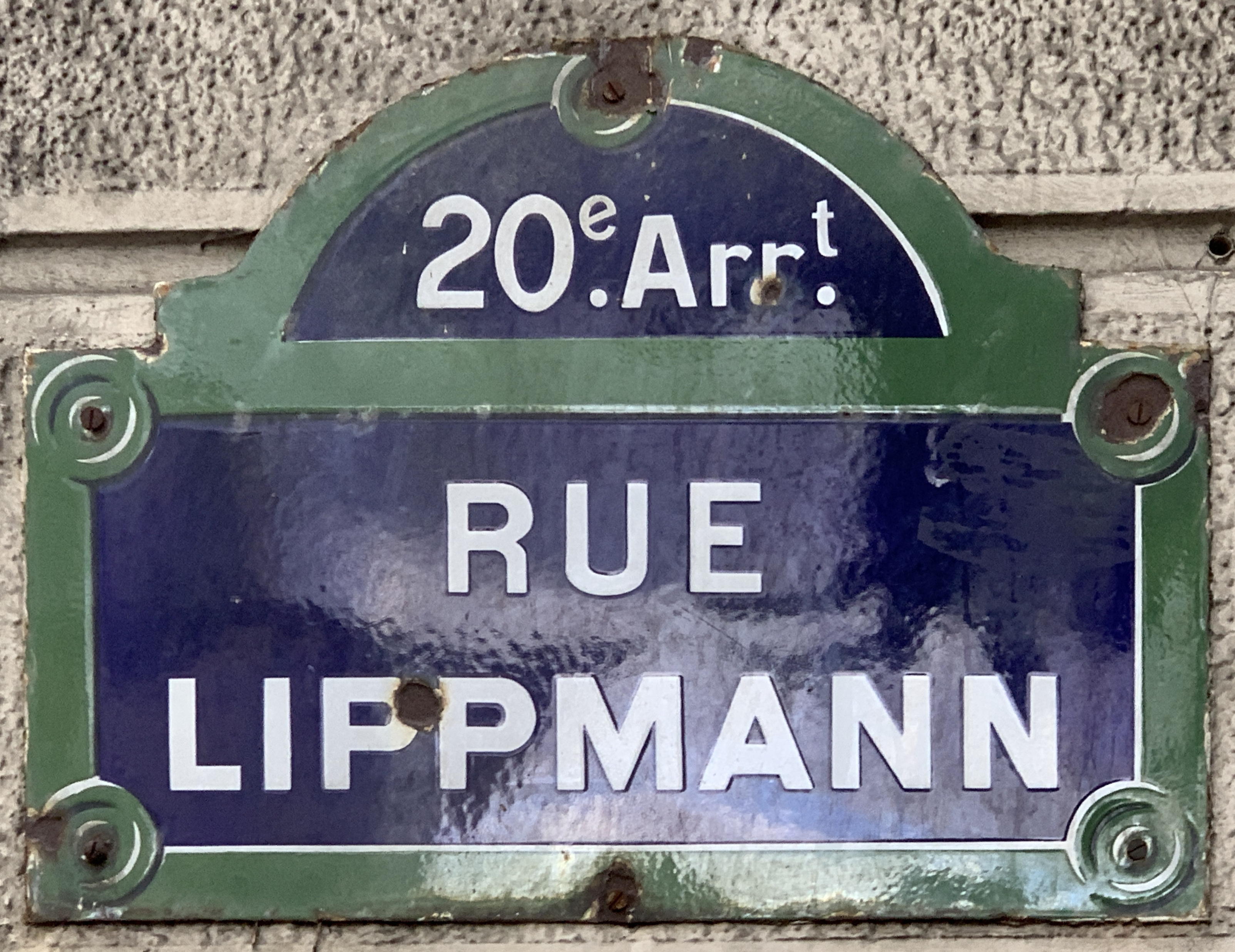
Plaque de la rue.

Cette voie rend honneur au physicien Gabriel Lippmann (1845-1921).

## Historique
La rue a été ouverte et a pris sa dénomination actuelle en 1932, sur l'emplacement du bastion no 10 de l'enceinte de Thiers.
Le 21 mai 1956, la partie comprise entre le boulevard Davout et la rue Reynaldo-Hahn prend le nom de « rue de Lagny ».
La voie était incluse dans la ZAC Porte-de-Vincennes.